# Saint-Vitte-sur-Briance
Saint-Vitte-sur-Briance è un comune francese di 347 abitanti situato nel dipartimento dell'Alta Vienne nella regione della Nuova Aquitania.

## Società

### Evoluzione demografica
Abitanti censiti